# Liste von Straßen und Plätzen in Leipzig
Nachfolgend werden Bedeutungen und Umstände der Namengebung von Straßen und Plätzen in Leipzig und ihre Geschichte aufgezeigt. Aktuell gültige Straßenbezeichnungen sind in Fettschrift angegeben, nach Umbenennung oder Überbauung nicht mehr gültige Bezeichnungen in Kursivschrift. Soweit möglich werden auch bestehende oder ehemalige Institutionen, Denkmäler, besondere Bauten oder bekannte Bewohnerinnen und Bewohner aufgeführt.

## A
Albrecht-Dürer-Platz – die quadratische Grünanlage liegt in der Südvorstadt und war nach ihrer Schaffung Ende des 19. Jahrhunderts zunächst namenlos. Anlässlich seines 400. Todestages beschloss man, die Anlage 1928 nach Albrecht Dürer zu benennen.
Alfred-Kästner-Straße – in der Südvorstadt. Die Straße hatte auf dem Bebauungsplan der Südvorstadt zunächst die Bezeichnung „Straße F“. 1876 wurde sie nach dem preußischen General Moltkestraße benannt und am 1. August 1945 in Alfred-Kästner-Straße umbenannt, nach dem Widerstandskämpfer Alfred Kästner, der im Haus Nr. 20 der damaligen Moltkestraße gewohnt hatte.
Andreasstraße – in der Südvorstadt. Sie verbindet die Scharnhorststraße mit der Hardenbergstraße in Höhe des Alexis-Schumann-Platzes und ist nach der Andreaskirche benannt, die dort von 1893 bis 1958 stand. Bis November 1899 hieß sie einfach Straße hinter der Andreaskirche.
Arthur-Hoffmann-Straße – in Zentrum-Süd, der Südvorstadt und Connewitz. Bis 1945 war die Straße zweiteilig und bestand aus der Bayrischen Straße (auch Bayersche Straße geschrieben) vom Bayrischen Platz bis zur heutigen Richard-Lehmann-Straße und der Äußeren Bayrischen Straße von der Richard-Lehmann-Straße zum heutigen Wiedebachplatz. Zusammengezogen wurden beide Straßen im Jahr 1945 und nach dem Widerstandskämpfer Arthur Hoffmann benannt, der in dieser Straße gewohnt hatte.
August-Bebel-Straße – in der Südvorstadt. Die Straße verläuft in nord-südlicher Richtung und verbindet die Dufourstraße im Norden mit der Windscheidstraße im Süden. Von 1876 bis 1945 hieß sie Kaiser-Wilhelm-Straße. Benannt ist die Straße nach dem Drechslermeister August Bebel, welcher auch Mitbegründer der deutschen Sozialdemokratie war.
Augustusplatz – der größte Platz der Stadt, östlich an die Innenstadt anschließend. Der Platz hieß zunächst Grimmaischer Thorplatz und wurde 1839 nach dem ersten König von Sachsen Friedrich August benannt. Von 1945 bis 1990 trug er den Namen Karl-Marx-Platz nach dem deutschen Philosophen Karl Marx.

## B
Bernhard-Göring-Straße – in Zentrum-Süd, der Südvorstadt und Connewitz, sie hieß von 1843 an Elisenstraße nach Prinzessin Elisabeth von Sachsen und trägt seit 1950 den Namen des SPD-Politikers Bernhard Göring.
Blücherplatz – in der Innenstadt, war von 1870 bis 1945 der Name des heutigen Willy-Brandt-Platzes, benannt nach dem preußischen Oberbefehlshaber der Schlesischen Armee Gebhard Leberecht von Blücher.
Blücherstraße – in Möckern, wurde 1950 im Gedenken an die Schlacht um Möckern, Blücher war hierbei Oberbefehlshaber der preußischen Truppen. Weiterhin war Blücherstraße von 1870 bis 1945 der Name der heutigen Kurt-Schumacher-Straße im Zentrum.
Brandvorwerkstraße – in der Südvorstadt, benannt nach dem ehemaligen Brandvorwerk, welches 1593 während der Calvinisten-Unruhen in Brand gesteckt wurde.
Brühl – in der Innenstadt. Brühl bezeichnet ein sumpfiges Terrain – nördlich des Brühl befand sich ursprünglich die Parthenaue. Der Brühl war Teil der Via Regia und bis zum Zweiten Weltkrieg die bedeutendste Straße Leipzigs.
Burgplatz – in der Innenstadt. Er entstand um das Jahr 1900 auf Teilen des Areals der Pleißenburg, als diese 1897 abgebrochen wurde, um Platz für das Neue Rathaus zu schaffen. Das Rathaus wurde bewusst etwas stadtauswärts errichtet, um einen neuen Stadtplatz zu gestalten.
Burgstraße – in der Innenstadt. Die ehemalige Burggasse stellte bereits im Mittelalter die Verbindung zwischen Stadt und Pleißenburg dar. Hier befand sich bereits im 14. Jahrhundert der Landhof als einer von mehreren Freihofen, die unter anderen den Vogten der Burg gehörten.

## D
Denkmalsallee – im Norden
Dieskaustraße – in Kleinzschocher, Großzschocher und Knauthain-Hartmannsdorf, Hauptverbindungsstraße in nord-südlicher Richtung durch die genannten Ortsteile. Die Straße wurde zwischen 1896 und 1904 nach der Familie Dieskau als ehemaliger Eigentümer der Rittergüter Kleinzschocher, Großzschocher und Knauthain. Von 1950 bis 1991 trug sie den Namen Straße des Komsomol.
Dittrichring – westlicher Teil des Innenstadtrings, benannt nach dem Leipziger Oberbürgermeister Rudolf Dittrich (1855–1929). Vorherige Namen waren An der Pleiße und Thomasring.
Dreilindenstraße – in Lindenau, führt vom Lindenauer Markt zur Zschocherschen Straße. Sie bildete den östlichen Zugang von der Via Regia nach Lindenau. Bis zum Jahr 1874 hieß sie Herrenstraße, dann bis 31. Dezember 1907 Lindenstraße. Ihr heutiger Name leitet sich vom Gasthof Drei Linden ab, welcher 1495 erstmals erwähnt wurde und seit 1700 diesen Namen trug. Der Gasthof befand sich an der damaligen Einmündung zur Via Regia, heute ist dort die Musikalische Komödie.

## F
Faradaystraße – in Möckern. 1950 benannt nach dem Chemiker und Physiker Michael Faraday. Die heutige Straße war zuvor mit zwei Namen bezeichnet: zuerst als Carolastraße und verlängerte Carolastraße und ab 1905 Königin-Carola-Straße und Mecklenburgstraße.
Ferdinand-Lassalle-Str. – im Zentrum-West, am Rande des Bachviertels, 1947 nach dem deutschen Schriftsteller und Sozialpolitiker Ferdinand Lassalle benannt. Von 1884 bis 1947 trug sie den Namen Bismarckstraße nach dem 1. Reichskanzler Otto von Bismarck
Feuerbachstraße – im Waldstraßenviertel, 1947 nach dem deutschen Philosophen Ludwig Feuerbach benannt. Von 1884 bis 1947 trug sie den Namen Sedanstraße nach der Schlacht von Sedan am 1. September 1870.
Floßplatz – zwischen Musikviertel und Südvorstadt, 1873 benannt nach seiner historischen Funktion als Lager- und Handelsplatz für Brennholz und Bauholz vom 17. bis zum 19. Jahrhundert für die Stadt Leipzig. Im Jahre 1873 wurde der Platz in eine Parkanlage umgewandelt. Zuvor hieß der Platz seit 1839 Am Floßplatz.
Friedrich-Bosse-Straße – in Möckern und Wahren. 1966 benannt nach Friedrich Bosse (* 14. Januar 1848 in Hessen, † 28. Oktober 1909 in Leipzig); Mitbegründer und Vorsitzender des 1878 gegründeten Arbeiterfortbildungsvereins in Leipzig.
Vorher trug die Straße die Namen Fuchs-Nordhoff-Straße und Königstraße.
Funkenburgstraße – im Waldstraßenviertel, 1888 benannt nach der Großen Funkenburg, die sich an dieser Stelle befand.

## G
Georgiring – nordöstlicher Teil des Innenstadtrings vom Augustusplatz bis zum Willy-Brandt-Platz, benannt nach dem Leipziger Oberbürgermeister Otto Georgi (1831–1918), vorher zwischen 1839 und 1909 Bahnhofstraße.
Georg-Schwarz-Straße – in Altlindenau und Leutzsch, 1945 benannt nach dem antifaschistischen Widerstandskämpfer Georg Schwarz, er wohnte hier im Haus Nr. 24. Frühere Namen der Straße bzw. ihrer Teile waren Hauptstraße, Friedrich-Ebert-Straße, Leutzscher Straße, Leutzscher Weg, Barnecker Straße, Gundorfer Straße und Schlageterstraße.
Goerdelerring – nordwestlicher Teil des Innenstadtrings, seit 1992 benannt nach dem Leipziger Oberbürgermeister Carl Goerdeler. Ursprünglich wurden die Abschnitte südlich und nördlich der Einmündung des Ranstädter Steinwegs mit Fleischerplatz und Schulplatz unterschiedlich bezeichnet. 1945 wurden die Plätze als Friedrich-Engels-Platz zusammengelegt, benannt nach dem deutschen Philosophen Friedrich Engels.
Gohliser Straße – in den Ortsteilen Zentrum-Nord und Gohlis-Süd, benannt nach dem alten Dorf Gohlis. Der Name bezeichnete ab 1887 zunächst nur die Straße von Leipzig in Richtung Gohlis, ab 1901 auch die vorherige Leipziger Straße in Gohlis.
Georg-Schumann-Straße – in den Ortsteilen Zentrum-Nord, Gohlis-Süd und Möckern. 1945 benannt nach dem Kommunisten und Widerstandskämpfer Georg Schumann. Früher trug dieser Straßenzug je nach Zeitraum den Namen Hallische oder Hallesche Straße. Angelegt 1818 als Hallesche Straße (ugs. oft nur als „Die Chaussee“).
Goyastraße – im Waldstraßenviertel. 1950 benannt nach Francisco de Goya, spanischer Maler. Zuvor war sie ab 1936 als Kolmarer Straße benannt.
Grimmaische Straße – in der Innenstadt. Benannt nach dem Grimmaischen Tor. Die ehemalige Grimmaische Gasse verband den Markt mit den Grimmaischen Tor, dem Stadttor Richtung Grimma. Sie war somit Teil der Via Regia. Bis 1951 fuhr durch die Grimmaische Straße die Straßenbahn.

## H
Hainstraße – in der Innenstadt. 1390 erstmals als plata Ranstetensis erwähnt, seit dem 15. Jahrhundert Hainstraße oder auch Hagenstraße, Heunstraße oder Hoynstraße. Die Hainstraße war zeitweise Teil der Via Imperii.
Hans-Oster-Straße – in Gohlis. Benannt nach dem Widerstandskämpfer Hans Oster. Davor seit 1904 Treitschkestraße und ab 1945 Jonny-Schehr-Straße.

## J
Jahnallee – im Waldstraßenviertel. Historische Fernstraße von Leipzig Richtung Westen, Teil der Via Regia, Hauptabzugsstraße der französischen Truppen nach der Völkerschlacht. Frühere Namen waren Frankfurter Straße, 1950 Stalinallee; zusammen mit dem Ranstädter Steinweg ab 1951 Straße der III. Weltfestspiele und von 1956 bis 1991 Friedrich-Ludwig-Jahn-Allee.

## K
Karl-Heine-Straße – in Lindenau und Plagwitz, sie bildet zum Teil die Grenze zwischen beiden Ortsteilen. Der Abschnitt zwischen Plagwitzer Brücke und Zschochersche Straße hieß zunächst Leipziger Allee und Leipziger Straße. Im letzten Viertel des 19. Jahrhunderts wurde sie nach dem Leipziger Rechtsanwalt und Unternehmer Carl Heine in Carl-Heine-Straße umbenannt. Am 9. Dezember 1891 beschloss man, die Albertstraße sowie einen Teil der Lindenauer Eisenbahnstraße ab 1893 zur Karl-Heine-Straße hinzuzufügen.
Karl-Liebknecht-Straße – in Zentrum-Süd, der Südvorstadt und Connewitz. Der Straßenabschnitt nördlich des Südplatzes war Teil der Via Imperii und hieß bis 1839 Connewitzer Chaussee, dann bis 1933 Zeitzer Straße. Der Mitte des 19. Jahrhunderts angelegte geradlinige Teil vom Südplatz bis zum Connewitzer Kreuz hieß von 1874 bis 1933 Südstraße. Beide Teile wurden 1933 zusammen Adolf-Hitler-Straße und 1945 nach dem Leipziger KPD-Mitbegründer Karl Liebknecht benannt, welcher im Haus Karl-Liebknecht-Straße 69 gewohnt hat.
Karl-Tauchnitz-Straße – im Musikviertel, im Jahre 1885 nach dem Leipziger Verleger und bedeutenden Stifter Carl Christian Philipp Tauchnitz benannt.
Käthe-Kollwitz-Straße – im Bachviertel. Die Straße ist auf Weisung des Freistaates Sachsen vom Juli 1945 nach der Grafikerin Käthe Kollwitz benannt. Vorhergehende Namen waren Helfferichstraße sowie von Teilstücken Richard-Lipinski-Straße, Mackensenstraße, Promenadenstraße und Plagwitzer Straße.
Kickerlingsberg – in den Ortsteilen Zentrum-Nord und Gohlis-Süd: Flurname, benannt nach dem Kickerlingsberg, früher auch Gickerlingsberg, einer Anhöhe am Rande des Rosentals, wo durch die Nähe der Pleiße kleine Mücken (im Volksmund Kickerlinge) vorkamen. Die Straße wurde 1904 so benannt.
Kochstraße – in der Südvorstadt und Connewitz, benannt nach Carl Wilhelm Otto Koch, der von 1849 bis 1876 Bürgermeister von Leipzig war. Die Straße war Teil der Via Imperii. Das Teilstück in der Südvorstadt hieß zuvor Connewitzer Chaussee und Connewitzer Straße, das in Connewitz Leipziger Straße.
Körnerstraße – in Zentrum-Süd und Südvorstadt, sie bildet einen Teil der Grenze zwischen beiden Ortsteilen und wurde nach dem Dichter Theodor Körner benannt.
Kupfergasse – in der Innenstadt. Vom 15. bis 18. Jahrhundert wurde Kupfer aus dem damaligen Oberungarn (der heutigen Slowakei) über Leipzig nach Antwerpen gehandelt. In der Gasse befand sich die dafür nötige Kupferwaage im Zeughaus, dem späteren ersten Gewandhaus. Vor 1903 hieß die Gasse Kupfergäßchen .
Kurt-Eisner-Straße – in der Südvorstadt. Benannt ist sie nach dem Journalisten und Schriftsteller Kurt Eisner, welcher kurzzeitig auch Ministerpräsident der Bayerischen Räterepublik war.

## L
Linkelstraße – im Ortsteil Wahren. Ehemals umgangssprachlich Pflaumenallee. Ab 1894 als Bahnhofstraße, seit 1928 umbenannt in Linkelstraße.

## M
Martin-Luther-Ring – südwestlicher Teil des Innenstadtrings, 1933 benannt nach dem Reformator Martin Luther (1483–1546), der 1519 auf der Pleißenburg an der Leipziger Disputation teilnahm. Vorherige Namen waren An der Pleiße, Obstmarkt und ab 1898 Rathausring. Datum der Beschlussfassung: 3. November 1933, Datum des Inkrafttretens: 10. November 1933
Max-Liebermann-Straße – in Gohlis und Möckern: Die Straße erhielt ihren Namen 1950 nach dem Maler Max Liebermann, zuvor war sie ab 1939 benannt Danziger Straße und in einem Teilstück als Tauchaer Weg
Menckestraße – in Gohlis. 1720 war das Dorf Gohlis im Besitz der Juristen- und Gelehrtenfamilie Mencke. Nach den Menckes benannte man im Jahre 1900 die wichtigste Straße im alten Gohlis. Vorher war sie bekannt als Dorf- oder Hauptstraße.

## N
Naundörfchen – im bzw. südöstlich des Waldstraßenviertels. Die Straße wurde 1947 nach der dort gelegenen Siedlung seit dem 11. Jahrhundert benannt, zuvor hieß sie Schottengäßchen.

## O
Olbrichtstraße – in Möckern und Gohlis. 1947 benannt nach dem General Friedrich Olbricht, zuvor trug sie seit 1897 den Namen Heerstraße.
Oststraße – Straße im Osten

## P
Pfaffendorfer Straße – 1866 benannt nach dem ehemaligen Vorwerk Pfaffendorf, das sich auf dem Gelände des heutigen Zoos. Von 1951 bis 31. Dezember 1991 war die Straße in Dr.-Kurt-Fischer-Straße umbenannt.
Petersstraße – in der Innenstadt. Die Petersstraße war die Hauptstraße des Petersviertels. Der Name Petersstraße wird in den Ratsakten seit 1420 geführt und bezieht sich auf die damals in der Nähe gelegene alte Peterskirche und führte zum südlichen Leipziger Stadttor, dem Peterstor. Die Straße existierte schon vor der Stadtgründung 1165 und war Teil der Via Imperii.
Prager Straße – in den Ortsteilen Zentrum-Südost, Reudnitz-Thonberg, Stötteritz, Probstheida und Meusdorf. Die ehemals dreigeteilte Straße hieß vom Johannisplatz bis zum Ostplatz Hospitalstraße (benannt nach dem ehemaligen Johannishospital), vom Ostplatz bis zum Friedhofsweg hieß sie Reitzenhainer Straße (benannt nach dem ehemaligen Dörfchen Reitzenhain). Der restliche Teil hieß Preußenstraße. Der gesamte Straßenzug wurde 1950 in Leninstraße umbenannt. Am 1. Januar 1992 erhielt die Straße ihren heutigen Namen nach der Tschechischen Hauptstadt Prag.

## R
Richard-Wagner-Platz – in der Nordwestecke der Innenstadt. Er war der Markt der slawischen Siedlung Lipsk und ist als solcher ältester Platz Leipzigs. Er war ursprünglich Kreuzungspunkt der Via Regia mit der Via Imperii. Der Platz wurde 1913 nach dem in unmittelbarer Nähe geborenen Komponisten Richard Wagner benannt.
Roßplatz – südöstlicher Abschnitt des Innenstadtrings, benannt nach den früher hier stattfindenden Pferdemärkten.

## S
Schwägrichenstraße – im Musikviertel, 1889 benannt nach dem Leipziger Botaniker Christian Friedrich Schwägrichen (1775–1853). Ein Teilstück hieß zuvor Wächterstraße.
Seelenbinderstraße – in Möckern, angelegt in den 1870er Jahren. Heute benannt nach dem Ringer und Kommunisten Werner Seelenbinder. Ehemals benannt als Braustraße (1867 gründete Eduard Rohland eine Bergbrauerei an der Stelle der heutigen Ecke Seelenbinder-/Georg-Schumann-Straße), ab 1905 Wedellstraße und ab 1912 Krosigkstraße.

## T
Tröndlinring – nordwestlicher Teil des Innenstadtrings, 1909 benannt nach dem Leipziger Oberbürgermeister Bruno Tröndlin (1835–1908), vorher Am Löhrschen Platze. Datum der Beschlussfassung: 20. Juni 1908, Datum des Inkrafttretens: 26. Juni 1908
Tschaikowskistraße – im Waldstraßenviertel, 1888 benannt als König-Johann-Straße nach Johann von Wettin, König von Sachsen 1854–1873. 1947 wurde sie in Johannstraße umbenannt, seit 1950 trägt sie ihren heutigen Namen Tschaikowskistraße nach dem russischen Komponisten Pjotr Iljitsch Tschaikowski (1840–1893).

## V
Virchowstraße – in Gohlis. 1950 wurde die Straße nach dem Arzt Rudolf Virchow (1821–1902) benannt. Ihr vorheriger Name war Pariser Straße zur Erinnerung an die Belagerung von Paris im Deutsch-Französischen Krieg 1870/71.

## W
Waldstraße – im Waldstraßenviertel. Die Straße führt vom Waldplatz als Hauptstraße durch das Waldstraßenviertel. Sie wurde offiziell 1855 nach dem Stadtwald Rosental benannt. Von 1938 bis 1945 trug sie zusammen mit der Elsterstraße den Namen Ludendorffstraße.
Wettiner Straße – im Waldstraßenviertel, 1884 benannt als Wettinerstraße nach dem Fürstenhaus der Wettiner, dem [bis 1918] die Landesherren der Stadt Leipzig entstammten. Die derzeitige getrennte amtliche Schreibweise Wettiner Straße ist nach den Regeln der deutschen Rechtschreibung nicht korrekt, da die Straße nicht auf einen Ort (den Ort Wettin) verweist. Datum der Beschlussfassung: 3. November 1883, Datum des Inkrafttretens: 3. Januar 1884
Windmühlenstraße – Innere Südvorstadt, Grenze zwischen den Ortsteilen Zentrum-Süd und Zentrum-Südost. Die Straße wurde nach den im Dreißigjährigen Krieg zerstörten Windmühlen auf dem Bayrischen Platz benannt. Sie hieß zuvor Große Windmühlengasse.
Willy-Brandt-Platz – nordöstlicher Teil des Innenstadtrings bzw. Vorplatz des Leipziger Hauptbahnhof
1993 benannt nach dem deutschen Politiker Willy Brandt. Davor trug der ursprünglich kleinere Straßenabschnitt die Namen Blücherplatz (1870–1945), Karl-Legien-Platz (1945–1953, nach dem deutschen Gewerkschafter Carl Legien) und Platz der Republik (1953–1993).

## Z
Zweifelstraße – in Probstheida. Sie wurde 1931 nach dem Gynäkologen Paul Zweifel (1848–1927) benannt. Die auf der Ostseite der Straße erbauten Häuser tragen die ungeraden Hausnummern 1 bis 19, gerade Hausnummern hingegen existieren nicht, denn auf der westlichen Straßenseite befindet sich das Gelände der 31. Schule.